# Marcus Vinnerborg
Karl Johan Marcus Vinnerborg (né le 8 août 1972) est un arbitre professionnel de hockey sur glace suédois.

## Biographie
Il a été juge de ligne dans l'Allsvenskan. À partir de 2000, il a dirigé des rencontres d'Elitserien. Il part en Amérique du Nord en 2010 et est assigné dans la Ligue américaine de hockey. Le 16 novembre 2010, il devient le premier arbitre européen à officier dans la Ligue nationale de hockey lors de la rencontre entre les Ducks d'Anaheim et les Stars de Dallas.
Au niveau international, il a participé depuis 2004 au championnat du monde moins de 18 ans, junior, senior, et aux Jeux olympiques.

## Trophées et honneurs personnels
- Elitserien
  - 2008 : remporte le Sifflet d'or.
  - 2009 : remporte le Sifflet d'or.
  - 2010 : remporte le Sifflet d'or.